# Оран Булг
Оран Булг — сельский населённый пункт в Ики-Бурульском районе Калмыкии, в состав Оргакинского сельского муниципального образования.

## География
Оран Булг расположен на северном склоне одного из хамуров Ергенинской возвышенности в 2 километрах к востоку от посёлка Оргакин (центр СМО).

## История
Дата основания населённого пункта не установлена. Как дорожная станция Оран-Булук упоминается в Памятной книжке Астраханской губернии на 1914 год. Под двойным название Баджинкиновский (Оран-Булук) посёлок отмечен на немецкой карте окрестностей Элисты 1941 года. На карте Генштаба СССР 1985 года посёлок указан под названием Оргакин. Судя по всему, первоначальное название Оран Булг было возвращено в начале 1990-х.

## Население
| 2002 | 2010 | 2012 |
| ---- | ---- | ---- |
| 135  | ↘113 | ↘110 |

Национальный состав
Согласно результатам переписи 2002 года большинство населения посёлка составляли калмыки (91 %)